# Акбар Хорасані
Акбар Хорасані (1 жовтня 1961 , Урузган ) — афгансько-український художник хазарейського походження.

## Життя
Хорасані народився в Урузгані в Афганістані і був призваний в армію в Кабулі, перш ніж вступити в художню школу в Україні в 1986 році. Під час його навчання таліби взяли під свій контроль Афганістан, через що він не міг повернутися; у 1996 році він був визнаний біженцем. У 2003 році отримав громадянство України.
Його роботи зберігаються в приватних колекціях Азії, Європи та США. Його вважають одним із художників другого золотого віку реалізму в Афганістані разом з Карімом Шах Ханом, Абдулом Гафуром Брешною, Гуламом Мохієддіном Шабнамом, Мохаммадом Майманагі та Хафізом Пакзадом.